# Abdelkader Bensalah
Abdelkader Bensalah (in arabo عبد القـادر بن صالح‎?; Fellaoucene, 24 novembre 1941 – Algeri, 22 settembre 2021) è stato un politico algerino.

## Biografia
Membro del Raggruppamento Nazionale Democratico (RND), fu presidente dal 2002 del Consiglio della Nazione, la camera alta del parlamento algerino. 
In seguito alle dimissioni del presidente Abdelaziz Bouteflika, il 9 aprile 2019 assunse la carica di Presidente ad interim dell'Algeria fino al 18 dicembre 2019.
Da tempo malato di cancro, Bensalah è morto ad Algeri il 22 settembre 2021 sia per complicazioni del tumore sia per quelle da COVID-19; è stato sepolto nel cimitero cittadino di el-Alia.